# 埃什南苏蒙沃杜瓦
埃什南苏蒙沃杜瓦（法語：Échenans-sous-Mont-Vaudois，法語發音：[eʃnɑ̃ su mɔ̃ vodwa]）是法国上索恩省的一个市镇，属于吕尔区。

## 地理
埃什南苏蒙沃杜瓦（47°36'10"N, 6°46'18"E）面积5.44 平方千米，位于法国勃艮第-弗朗什-孔泰大區上索恩省，该省份为法国东部内陆省份，北起顺时针与孚日省、贝尔福地区省、杜省、汝拉省、科多尔省和上马恩省接壤。
与埃什南苏蒙沃杜瓦接壤的市镇（或旧市镇、城区）包括：比克、于尔瑟雷、邦维拉尔、布勒维利耶、埃里库尔、吕兹、沙热。

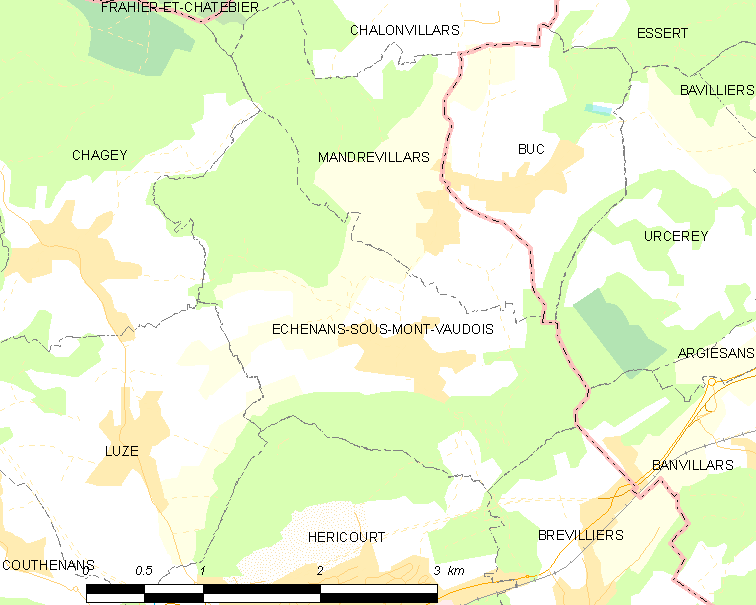
埃什南苏蒙沃杜瓦的OSM定位图

埃什南苏蒙沃杜瓦的时区为UTC+01:00、UTC+02:00（夏令时）。

## 行政
埃什南苏蒙沃杜瓦的邮政编码为70400，INSEE市镇编码为70206。

## 政治
埃什南苏蒙沃杜瓦所属的省级选区为埃里库尔第一县。

## 人口

1962-2008年间埃什南苏蒙沃杜瓦人口变化图示

埃什南苏蒙沃杜瓦于2022年1月1日时的人口数量为578人。